# Fred Saunders
James Frederick Saunders, detto Fred (Columbus, 13 giugno 1951), è un ex cestista e allenatore di pallacanestro statunitense, professionista nella NBA.

## Carriera
Venne selezionato dai Phoenix Suns al secondo giro del Draft NBA 1974 (31ª scelta assoluta).